# Нарынский государственный заповедник
Нарынский государственный заповедник (кирг. Нарын мамлекеттик коругу) — особо охраняемая природная территория Кыргызстана, которая находится в Нарынском и Атбашинском районах Нарынской области.
В 1975 году в целях сохранения и размножения ценных видов диких животных, растений и охраны редких геологических образований на территории планируемого заповедника был создан охотничий заказник. Нарынский государственный заповедник был создан в 1983 году постановлением Совета Министров Киргизской ССР от 29.12.1983 г. № 671 «О создании Нарынского государственного заповедника».
Площадь заповедника составляет 108 023,5 гектар, из которых 36 160 га — заповедная зона, 809 га — мараловодческий питомник, 71 054,5 — охранная зона.